# نظمی بیلگه
نظمی بیلگه (انگلیسی: Nazmi Bilge؛ ۱۰ اکتبر ۱۹۳۴ – ۸ اوت ۲۰۱۳) بازیکن فوتبال اهل ترکیه بود.
از باشگاه‌هایی که در آن بازی کرده‌است می‌توان به باشگاه فوتبال آلتای اسپور اشاره کرد.
وی همچنین در تیم ملی فوتبال ترکیه بازی کرده‌است.